# Ludwig Crelinger
Ludwig Crelinger (5. Oktober 1836 in Potsdam – 1904) war ein deutscher Theaterschauspieler, -regisseur, Redakteur und Schriftsteller.

## Leben
Crelinger, der Sohn eines königlich preußischen Oberforstmeisters, ging im Jahre 1859 nach Beendigung seines Jurastudiums, ohne je eine dramatische Ausbildung genossen zu haben, aus Kunstbegeisterung zur Bühne.
Er debütierte in Bevensen als „Lumpaci“. 1860 kam er nach Dessau (Antrittsrolle: „Kosinsky“), dann nach Würzburg (Antrittsrolle: „Anton von Gognics“), 1862 nach Regensburg (Antrittsrolle: „Butler“), 1863 nach Görlitz (Antrittsrolle „Sturm“), 1864 nach Königsberg (Antrittsrolle „Schätzlein“), 1865 an die Bühnen Reichenberg und Karlsbad, 1866 nach Augsburg (Antrittsrolle „Perin“), 1867 nach Brünn (Antrittsrolle „Franz Moor“), dann nach Magdeburg (Antrittsrolle „Nathan“), schiffte sich 1868 nach New York ein, wo er ein Engagement mit „Michonnet“ begann, trat 1869 in den Verband des Theaters in Mainz (Antrittsrolle „Mephisto“), wurde 1870 Mitglied des Theaters Bremen (Antrittsrolle „Vatel“), ging von dort nach Düsseldorf 1871 (Antrittsrolle „Chalisac“) und 1872 nach Straßburg (Antrittsrolle „Sturm“).
Ein Jahr später gab er, da er im Dezember 1870 durch Ungeschicklichkeit eines Soldaten in Magdeburg auf der Straße durch einen Bajonettstich ein Auge eingebüßt hatte, und dadurch die Lust am Komödienspiel verlor, seine künstlerische Laufbahn vollständig auf und übernahm 1874 die Redaktion der Deutschen Bühnengenossenschaft. Gleichzeitig gründete er eine Theateragentur, welche anfänglich als Genossenschaftsagentur gedacht war, die jedoch für eigene Rechnung des Inhabers verwaltet wurde. Crelinger war zudem als Bühnenschriftsteller tätig. Erwähnenswert ist auch, dass er 1868 einen von der bekannten Berliner Verlagshandlung Bote & Bock ausgesetzten Preis für den Operntext Der Widerspenstigen Zähmung gewann.

## Werke
- Ein schweres Geständnis (Lustspiel)
- Nie in Verlegenheit (Lustspiel)
- Rabourdins Erben (Lustspiel nach Zola)
- Im Erlengrund (Schauspiel)
- Mehr sein als scheinen (Schauspiel)